# Монастираки
Монастира́ки (греч. Μοναστηράκι) — один из центральных районов Афин, находится вблизи Плаки и Афинской агоры, ныне почти полностью поглотил старый район Абадзидика. Монастираки наиболее известен своим рынком.
Название района означает «маленький монастырь» происходит от греч. μοναστήρι «монастырь».
На самом деле здесь и поныне сохранилась церковь Пантанасса, которая стоит на перекрёстке Эрму. В XIX веке она была католической и являлась собственностью француза Николаоса Бонефациса. В XX веке она снова была возвращена в лоно Элладской православной церкви и сейчас носит имя храма Успения Пресвятой Богородицы.

## Мечеть Дзистаракис

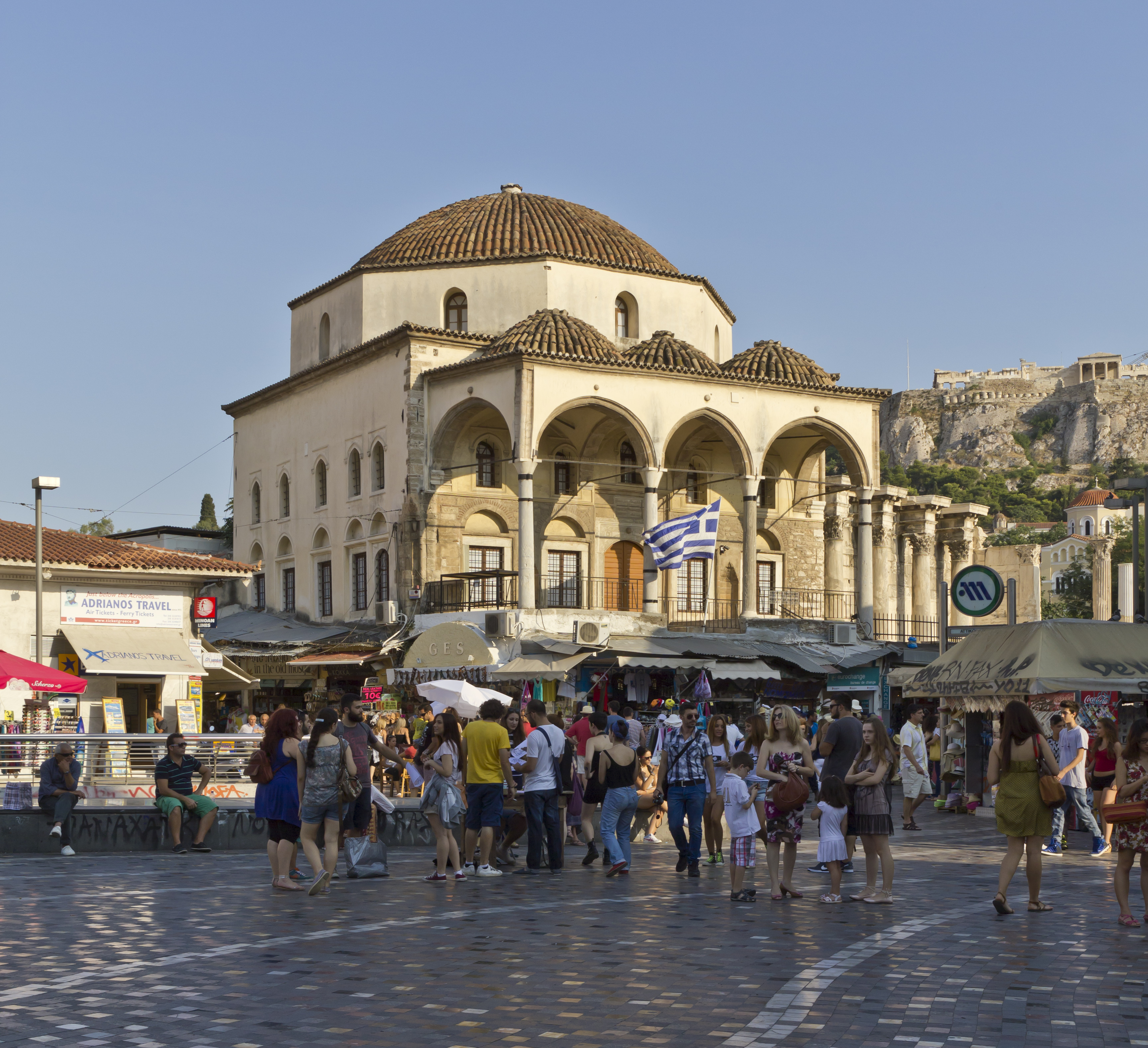
Мечеть Дзистаракис — ныне филиал Музея греческого народного творчества

Напротив станции метро «Монастираки» находится старинная мечеть Дзистаракис. В 1759 году для строительства турецкий губернатор Афин паша Мустафа-ага Дзисдаракис пережёг на известь одну из колонн храма Зевса Олимпийского. Афиняне это событие связали с эпидемией чумы в следующем году.
После Греческой революции здесь проводились различные совещания городских властей. В 1924 году сооружение было передано Музею греческого народного творчества.

## Рынок

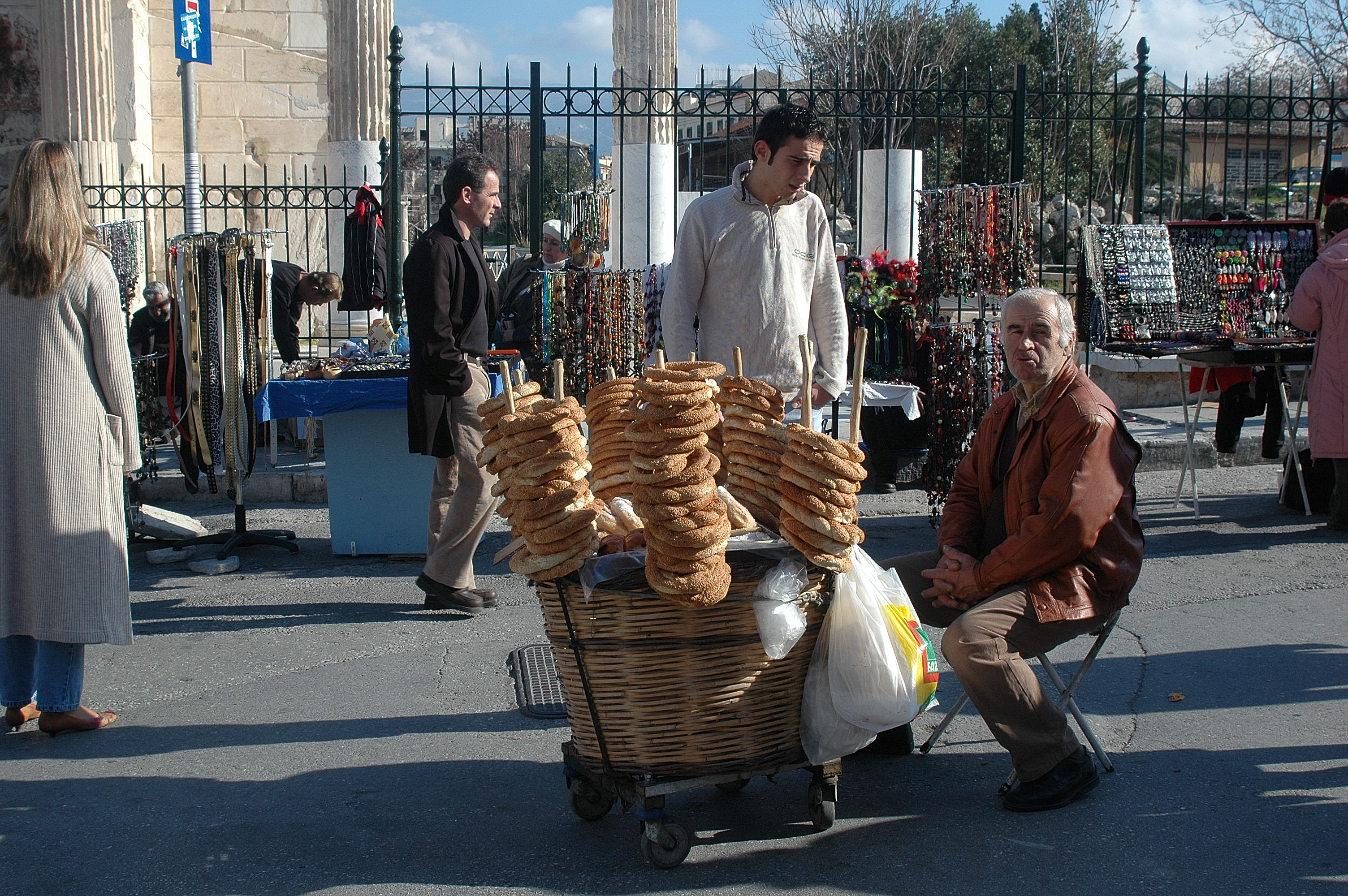
Рынок Монастираки

Сегодня рынок Монастираки на улице Ифесту (Гефеста, Οδός Ηφαίστου) служит местом притяжения для множества туристов из разных стран, в основном он популярен продажей сувениров. Кроме того, тут продают и предметы старины, к примеру, антикварную мебель. Открыт рынок с 7 утра до 7 вечера.

## Район Абадзидика
В пределах современного района Афин Монастираки существовал район Абадзидика (греч. Αμπατζήδικα).